# Coleoconcha opalina
Coleoconcha opalina is een tweekleppigensoort uit de familie van de Galeommatidae. De wetenschappelijke naam van de soort is voor het eerst geldig gepubliceerd in 1964 door Barnard.